# ROAL Motorsport
ROAL Motorsport (dawniej Ravaglia Motorsport) – włoski zespół wyścigowy założony w 2001 roku przez mistrza World Touring Car Championship z sezonu 1987 – Roberto Ravaglie i Aldo Preo (Roberto + Aldo = ROAL). W przeszłości zespół był partnerem BMW w European Touring Car Championship oraz World Touring Car Championship i startował jako BMW Team Germany oraz BMW Team Italy-Spain. Poza tym zespół pojawia/ł się także w stawce Italian Superstars Championship, Blancpain Endurance Series oraz Blancpain Sprint Series. Siedziba zespołu znajduje się w Padwie.